# Бринза, Беньямин
Беньямин Бринза (также: Беньямин Бринса) — немецкий боец смешанных единоборств, выступавший за клуб la Familia. Обрёл широкую известность после подписания контракта с UFC в августе 2013 года, когда в интернет-медиа появилась информация, что боец придерживается политически крайне правых взглядов. Сам Бринза признаёт, что в молодости был футбольным хулиганом (например, на бой с Вартаняном он вышел под песню группы Kategorie C), но отрицает отношение к нацизму. В сентябре промоушен №1 расторг контракт с Бринзой . Боец так ни разу и не выступил в октагоне. 
Карьера Бринзы в UFC закончилась, так и не начавшись, но из-за шумихи вокруг бойца интерес к нему проявили российские промоушены. В декабре 2013 года он провёл бой с Марифом Пираевым на событии "Битва под Москвой 14" промоутерской компании Fight Nights, а в январе 2014 года он принял участие в турнире в полусреднем весе организации "Колизей" и его противником в четвертьфинале стал Эдуард Вартанян. Бринза проиграл оба поединка.
В 2014 году Бринза провёл два поединка. В июне он победил Пётра Новака удушающим приёмом, а в сентябре проиграл свой первый бой нокаутом против Чейка Конэ, который стал последним в карьере. Всего Беньямин провёл в смешанных единоборствах 17 боёв, 14 из которых выиграл и в 3 потерпел поражение.

## Спортивные достижения
- Третье место в номинации "Лучший боец Германии" (2011)
- Победитель чемпионата восточной Германии по бразильскому джиу-джитсу в полутяжёлом весе (2011)
- Бронзовый призёр чемпионата восточной Германии по бразильскому джиу-джитсу в открытом весе (2010)
- Победитель чемпионата Саксонии по боксу (2010)

## Бойцовский рекорд
| Результат | Рекорд | Соперник           | Способ                                    | Турнир                              | Дата             | Раунд | Время | Место                   | Примечание |
| --------- | ------ | ------------------ | ----------------------------------------- | ----------------------------------- | ---------------- | ----- | ----- | ----------------------- | ---------- |
| Поражение | 14-3   | Чейк Конэ          | ТКО (удары руками)                        | Strength and Honor Championship 10  | 20 сентября 2014 | 1     | 0:45  | Женева, Швейцария       |            |
| Победа    | 14-2   | Пётр Новак         | Сабмишном (удушение ручным треугольником) | Imperium Fighting Championship 1    | 1 июня 2014      | 1     | 0:40  | Лейпциг, Германия       |            |
| Поражение | 13-2   | Эдуард Вартанян    | Решением (единогласным)                   | Колизей "Новая история 2"           | 25 января 2013   | 2     | 5:00  | Санкт-Петербург, Россия |            |
| Поражение | 13-1   | Мариф Пираев       | Сабмишном (удушение ручным треугольником) | Fight Nights "Битва под Москвой 14" | 7 декабря 2013   | 1     | 2:25  | Москва, Россия          |            |
| Победа    | 13-0   | Дэн Ститтген       | Сабмишном (удушение гильотиной)           | LFFC - La Familia Fight Night 4     | 11 мая 2013      | 1     | 0:33  | Галле, Германия         |            |
| Победа    | 12-0   | Симоне Тессари     | Решением (единогласным)                   | ADW - Abu Dhabi Warriors            | 2 ноября 2012    | 3     | 5:00  | Абу-Даби, ОАЭ           |            |
| Победа    | 11-0   | Юлиан Геба         | Сабмишном (удушение сзади)                | Gala MMA - Romania vs. Germany      | 29 октября 2011  | 1     | 3:31  | Клуж, Румыния           |            |
| Победа    | 10-0   | Матиас Дельф       | Сабмишном (удушение сзади)                | LFFC - La Familia Fight Night 2     | 7 мая 2011       | 1     | N/a   | Галле, Германия         |            |
| Победа    | 9-0    | Майк Штумбрис      | Решением (единогласным)                   | FFC - Pride and Glory               | 3 апреля 2011    | 2     | 5:00  | Кётен, Германия         |            |
| Победа    | 8-0    | Адам Синделар      | Сабмишном (хил хук)                       | FFC - The Champions Night           | 21 ноября 2010   | 1     | 1:15  | Кётен, Германия         |            |
| Победа    | 7-0    | Дариус Лилионис    | Сабмишном (удушение сзади)                | FFC - Bad Blood                     | 30 мая 2010      | 1     | N/a   | Кётен, Германия         |            |
| Победа    | 6-0    | Доминик Штетефельд | ТКО (удары коленями)                      | FCA - Fight Club Zwickau 2          | 10 октября 2009  | 2     | 1:11  | Цвиккау, Германия       |            |
| Победа    | 5-0    | Артурас Лиутика    | ТКО (удары руками)                        | FFC - On Tour                       | 25 июля 2009     | 1     | 4:24  | Йена, Германия          |            |
| Победа    | 4-0    | Петер Слука        | Сабмишном (удушение сзади)                | FFC - All or Nothing                | 30 сентября 2007 | 1     | 1:19  | Лейпциг, Германия       |            |
| Победа    | 3-0    | Андрэ Парр         | Сабмишном (удушение сзади)                | 8ME - Night of Bang 2               | 19 мая 2007      | 1     | N/a   | Галле, Германия         |            |
| Победа    | 2-0    | Аксель Шультхайс   | Сабмишном (удушение гильотиной)           | SFN - Saturday Fight Night          | 21 апреля 2007   | 1     | 1:31  | Гримма, Германия        |            |
| Победа    | 1-0    | Тим Рёдель         | ТКО (удары руками)                        | 8ME - Night of Bang                 | 2 декабря 2006   | 2     | 3:45  | Галле, Германия         |            |